# Craig Fairbrass

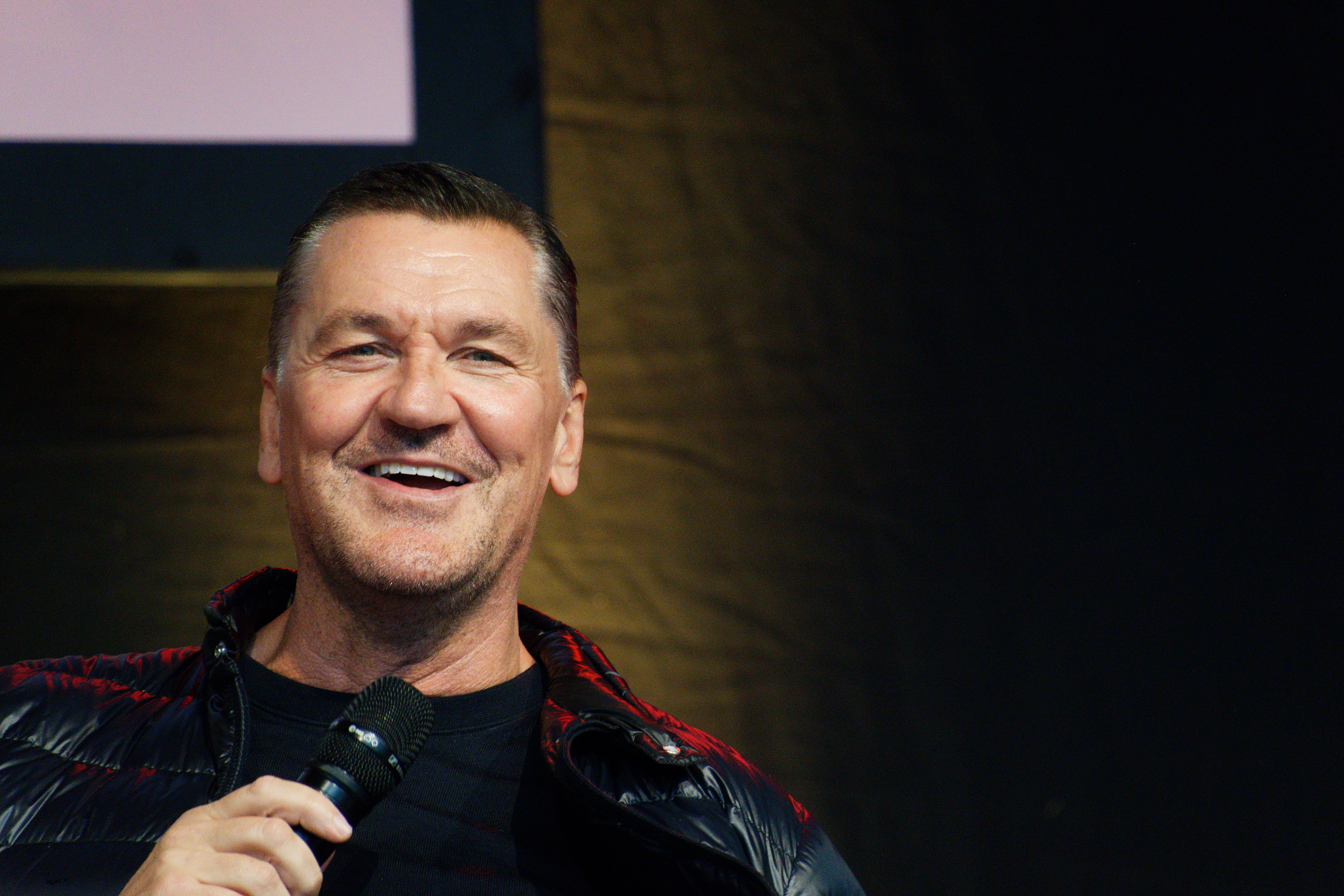
Craig Fairbrass

Craig Fairbrass (Mile End, Londres, 15 de Janeiro de 1964) é um ator britânico.

## Carreira
Em 1988, Fairbrass interpretou Challoner no filme For Queen and Country (1988), com Denzel Washington no papel de Reuben James.
Em 1993, interpretou o vilão Delmar no filme Assalto Infernal (Cliffhanger) (1993), com Sylvester Stallone no papel de Gabe Walker.
Em 2007, interpretou Henry Caine no filme Ruídos do Além 2 (White Noise 2: The Light) (2007), com Nathan Fillion no papel de Abe Dale e no mesmo ano, ele interpretou Pat Tate no filme Rise of the Footsoldier (2007).
Em 2013, interpretou Sven no filme Vikingdom (2013), com Dominic Purcell no papel de Eirick.
Em 2014, interpretou Lex Walker no filme The Outsider (2014), com Jason Patric no papel de Detective Klein.
Em 2015, regressou para interpretar Pat Tate no filme Rise of the Footsoldier Part II (2015), com Ricci Harnett no papel de Carlton Leach.
Em 2017, Fairbrass regressou novamente para interpretar Pat Tate no filme Rise of the Footsoldier 3 (2017).